# 仙人掌冰
仙人掌冰是一種澎湖當地發展的特色冰品，以仙人掌的紅色果實原汁作為冰品佐料。澎湖食用仙人掌的學名為「Crab Cactus」。1645年由荷蘭人引進栽植於澎湖的歸化種植物，原產於墨西哥至西印度一帶，為多肉植物類，莖的形狀為橢圓形多刺，開黃花，成熟果實裡外是紅色的，另類稱「澎湖紅蘋果」。

## 外部連結
- 國家風景管理處美食天地細說澎湖仙人掌（页面存档备份，存于）